# Volvarina frazzinii
Volvarina frazzinii is een slakkensoort uit de familie van de Marginellidae. De wetenschappelijke naam van de soort is voor het eerst geldig gepubliceerd in 2006 door Cossignani.